# Olekranonfraktur
Eine Olekranonfraktur ist ein Bruch des Olecranon, das heißt der Oberkante der Elle am Unterarm, dort wo die Sehne des Armstreckers (Musculus triceps brachii) ansetzt.

## Symptome
Sie entsteht meist durch direktes Trauma, also einen Sturz nach hinten oder seitlich mit direktem Aufprall auf den Ellbogen. Der Arm kann nicht mehr aktiv gestreckt werden. Der Ellbogen ist geschwollen und blutunterlaufen. Man kann das abgebrochene Knochenstück tasten, das durch die Trizepssehne nach oben gezogen wird.

## Therapie

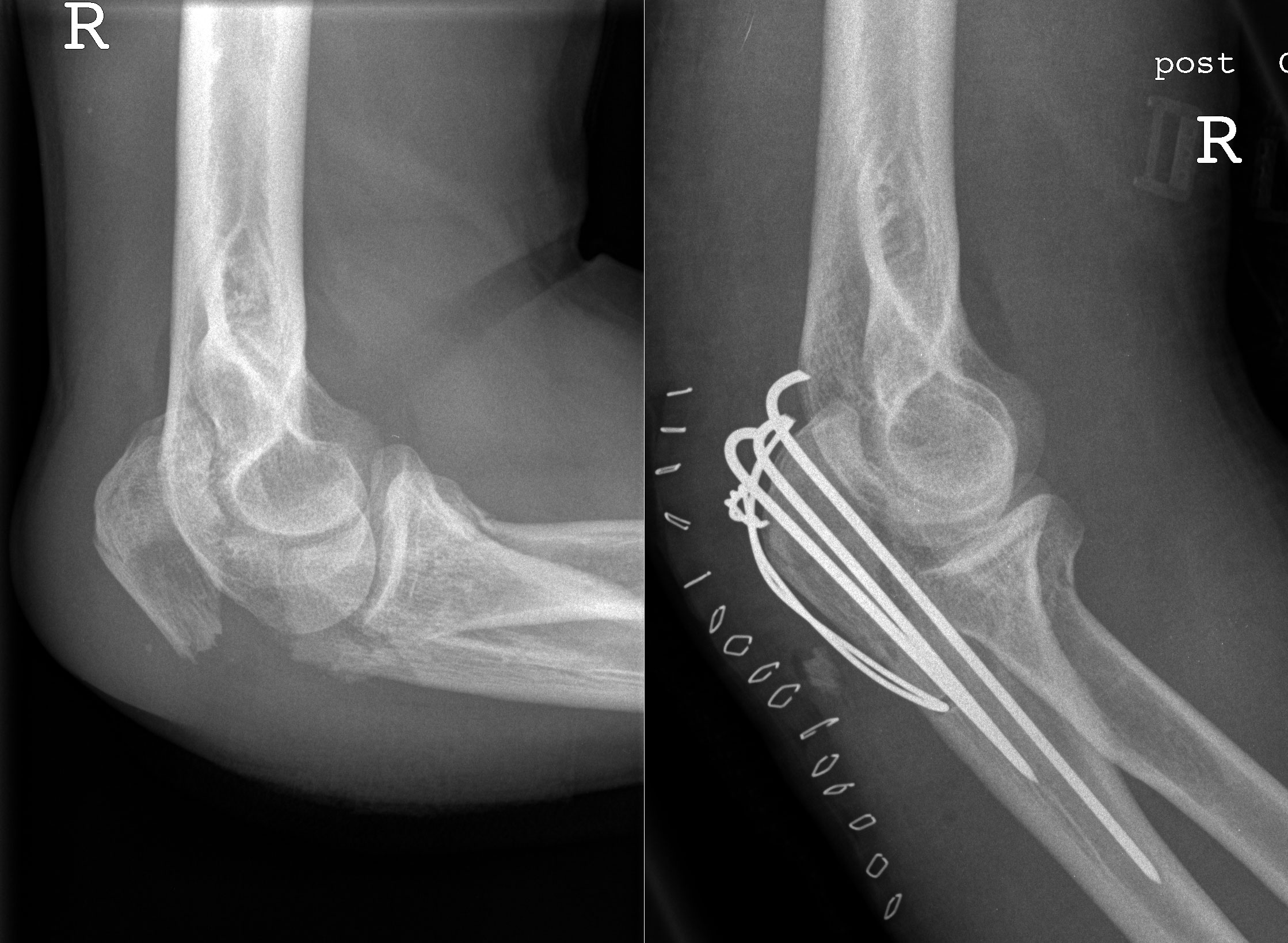
Olekranonfraktur vor und nach der Operation mit Zuggurtungsosteosynthese

Die Therapie muss meist operativ durch einfache Zuggurtungsosteosynthese erfolgen, bei Trümmerfraktur ist Plattenosteosynthese notwendig. Nach mindestens acht Wochen kann das Metall wieder entfernt werden. Nur bei nicht verschobener Fraktur braucht bei Kindern nicht operiert zu werden.